# 三浦大輝 (野球)
三浦 大輝（みうら だいき、2000年4月7日 - ）は、愛知県豊橋市出身のプロ野球選手（投手・育成選手）。埼玉西武ライオンズ所属。

## 経歴

### プロ入り前
豊橋市立吉田方小学校1年生の時に小坂井メッツで野球を始める。豊橋市立吉田方中学校時代は軟式野球部と吉田方前芝クラブでプレーした。
愛知県立時習館高等学校では2年夏に捕手から投手に転向、3年夏はエースで4番として愛知県大会に臨んだが2回戦で敗れた。
野球で勝負するため中京大学のスポーツ科学部へ進学、愛知大学野球連盟リーグ戦では、3年秋に防御率0.84で最優秀防御率選手賞とベストナインのタイトルを獲得した。
2022年10月20日に開催された2022年度ドラフト会議で埼玉西武ライオンズから育成3巡目で指名を受けた。11月15日、支度金350万円、年俸400万円で入団に合意した（金額は推定）。背番号は121。担当スカウトは安達俊也。

### 西武時代
2023年はイースタン・リーグで13試合に登板。防御率6.06という成績であった。
2024年はイースタン・リーグでの登板が4試合に減少し、防御率も10.80と悪化した。

## 選手としての特徴・人物
最速151km/hの直球は最大2800回転を誇り、スライダーやカットボール、フォークなど多彩な変化球を併せ持つ。
時習館高校出身者としては初のプロ野球選手となった。

## 詳細情報

### 背番号
- 121（2023年[6] - ）